# تارا تشاند
تارا تشاند (ولد 17 يونيه 1888 في سيالكوت- وتوفي 14 أكتوبر 1973) كان عالم آثار هندي ومؤرخ متخصص في التاريخ القديم والثقافة في الهند. عمل استاذا في جامعة الله أباد وشغل منصب نائب المستشار في الاربعينات من القرن ال20.

## حياته المهنية
تشاند ذهب في وقت لاحق ليخدم كسفير الهند إلى إيران من 1951 إلى 1956، وأيضا شغل منصب مستشار التعليم في حكومة الهند.

## كتبه ومؤلفاته
- تشاند، تارا (1922). تأثير الإسلام على الثقافة الهندية. Read Books. ISBN:9781406730401.
- تشاند، تارا (1966). العوامل المادية والإيديولوجية في التاريخ الهندي. جامعة الله أباد. مؤرشف من الأصل في 2014-02-28.
- تشاند، تارا (1967). تاريخ حركة الحرية في الهند. قسم المنشورات، وزارة الإعلام والإذاعة. مؤرشف من الأصل في 2020-05-09.
- تشاند، تارا (1979). المجتمع والدولة في الفترة المغولية. Book Traders. مؤرشف من الأصل في 2020-01-07.
- تشاند، تارا (1990). التقنية التعليمية. Anmol. ISBN:8170413990.
- تشاند، تارا (1997). عربية علم نفس الطفل الحديث. Anmol. ISBN:8170416531.
- تشاند، تارا (2002). علم النفس التربوي. Anmol. ISBN:8170416523.
- تشاند، تارا (2003). مبادئ التدريس. Anmol. ISBN:8170413958.

## التقدير
أنشأت جامعة الله أباد نزل باسم د. تارا تشاند كذكري لتشاند. وتمنح جمعية خريجي الجامعة منحة سنوية باسمه.